# Simone Boye Sørensen
Simone Boye Sørensen (3 marzo 1992) è una calciatrice danese, difensore dell'Hammarby e della nazionale danese.

## Carriera

### Club
Simone Boye Sørensen cresce a Regstrup, piccolo centro nel comune di Holbæk, appassionandosi al calcio fin da giovanissima. Nel 1998, all'età di sei anni, decide di tesserarsi con il Jernløse Gymnastikforening (Jernløse GIF), società polisportiva con sede a Jernløse, per giocare nelle loro formazioni giovanili fino al 2007, anno in cui decide di trasferirsi al M/V-05 di Holbæk.
sempre nel 2007, notata per le sue prestazioni, viene chiamata dalla polisportiva Skovlunde IF dove, inserita nella sua squadra di calcio, ha l'occasione di giocare in Elitedivisionen, massimo livello del campionato nazionale, con una formazione interamente femminile. Rimane anche dopo la fusione con il Ballerup IF del giugno 2010 e l'istituzione del Ballerup-Skovlunde Fodbold (BSF), fino alla parentesi del 2012, quando decide di trasferirsi negli Stati Uniti d'America per frequentare l'Università del Texas a San Antonio. In quel periodo ha l'occasione di giocare nel campionato universitario con i colori dei UTSA Roadrunners, tuttavia ritenendo il livello competitivo inferiore a quello a cui era abituata decide di tornare in Danimarca rinnovando la collaborazione con il BSF fino al termine della stagione.
Nell'agosto 2013 Boye sottoscrive un accordo con il Brøndby campione di Danimarca, dove grazie alle sue caratteristiche tecniche, viene inserita nel reparto di centrocampo per poter così gestire le azioni di gioco sia in fase di difesa che in attacco. Grazie al primo posto in Elitedivisionen ottenuto dalla squadra nella stagione precedente, ha l'occasione di debuttare per la prima volta in torneo UEFA per club, facendo il suo esordio in UEFA Women's Champions League nei sedicesimi di finale della stagione 2013-2014, venendo però subito eliminata dalle spagnole del Barcellona.
La sua attività viene premiata nel 2014 quando, assieme al collega Christian Eriksen, viene nominata calciatrice danese dell'anno.
Nel giugno 2017 si è trasferita nella squadra svedese del Rosengård.
Nel luglio 2021, dopo aver giocato per due stagioni consecutive al Bayern Monaco, si è trasferita in Inghilterra per giocare nell'Arsenal. Ha giocato con la società londinese una sola stagione, per poi tornare a giocare in Svezia, questa volta tra le file dell'Hammarby, dopo la fine del campionato europeo 2022.

### Nazionale
Simone Boye Sørensen viene convocata dalla Federazione calcistica della Danimarca per rappresentare la propria nazione vestendo la maglia della nazionale Under-17 fin dal settembre 2007, facendo il suo debutto in una doppia amichevole con le pari età dell'Inghilterra, per poi essere impiegata in occasione delle qualificazioni all'edizione 2008 del campionato europeo di categoria, dalla partita in cui la Danimarca si impose 24-0 sulle avversarie dell'Armenia.
Raggiunti i limiti d'età, dal 2009 viene inserita in rosa con la formazione nazionale Under-19 che partecipa alle qualificazioni delle edizioni 2010 e 2011 dell'europeo di categoria, con una presenza anche nella Under-23 nel 2011.
Grazie alle sue prestazioni nelle giovanili, nel dicembre 2011 è inserita in rosa nella nazionale maggiore, selezionata per vestire la maglia della Danimarca impegnata nell'edizione di quell'anno del Torneio Internacional Cidade de São Paulo. Da allora viene regolarmente convocata, partecipando alle edizioni 2014 e 2016 dell'Algarve Cup, alle qualificazioni al Mondiale di Canada 2015, fallendole, e a quelle dell'europeo dei Paesi Bassi 2017, contribuendo al passaggio alla fase finale.

## Palmarès

### Club
- Campionato danese: 2

Brøndby: 2014-2015, 2016-2017
- Campionato svedese: 1

Hammarby: 2023
- Coppa di Danimarca: 3

Brøndby: 2013-2014, 2014-2015, 2016-2017
- Coppa di Svezia: 2

Hammarby: 2023-2024, 2024-2025